# Lambert Reynst
Lambert Reynst (Amsterdam, gedoopt 5 februari 1613 - aldaar, 8 december 1679) was een Amsterdamse regent uit de Gouden Eeuw, die tot de partij van de staatsgezinden behoorde.
Hij stamde uit de patriciërsfamilie Reynst en huwde in 1647 met Alida (1620-1702), dochter van Cornelis Bicker en Aertge Witsen. Hij was een neef van raadspensionaris Johan de Witt. Reynst was onder meer advocaat, tussen 1649 en 1655 raad der Admiraliteit in het Noorderkwartier, in 1667 bewindhebber van de Verenigde Oostindische Compagnie en tussen 1667 en 1672 drie keer regerend burgemeester van Amsterdam. Hij ontving Cosimo III de' Medici in de schouwburg van Van Campen.
Toen de Republiek in het rampjaar 1672 door Engeland en Frankrijk werd aangevallen, keerde de bevolking zich tegen Johan de Witt en zijn broer Cornelis. Na de moord op de gebroeders De Witt en toen Willem III van Oranje uiteindelijk stadhouder werd, ontsloeg de prins Reynst, zijn zwager Andries de Graeff en zijn neven Pieter en Jacob de Graeff en Hans Bontemantel samen met negen anderen.
Zijn huishoudster Eeltien Vinck trouwde in 1688 met de kunstschilder Meindert Hobbema. De 17de-eeuwse verzamelaar van moppen, Aernout van Overbeke, beschreef hem als de grootste "hoerenjager" van de stad, wat zowel hoerenloper als hoerenbestrijder kon betekenen.
- Biografisch Portaal: 12104444
- International Standard Name Identifier: 0000 0003 9385 7953
- Nederlandse Thesaurus van Auteursnamen: 070268290
- Virtual International Authority File: 288209370
- WorldCat: E39PBJtCDJ7mD8GmhXkYtc3hHC